# Zvezda Zvenigorod
GK Zvezda Zvenigorod (în rusă Гандбольный клуб „Звезда” Звенигород) este o echipă de handbal feminin din Zvenigorod, Regiunea Moscova, Federația Rusă. Echipa a fost înființată în 2004 și a a câștigat Liga Campionilor EHF Feminin în sezonul 2007-08.

## Istoric
Clubul Zvezda a fost format în 2004, la inițiativa Guvernatorului Regiunii Moscova, Boris Gromov, și a primarului Zvenigorodului, Leonid Stavițki. După un singur sezon, echipa Zvezda, antrenată mai întâi de Alexei Molotkov, iar apoi de Vitali Krohin, a promovat în Superliga Rusă de Handbal Feminin. În chiar sezonul de debut în Superligă, 2005-06, Zvezda s-a clasat pe locul al treilea și a câștigat medalia de bronz.
După terminarea sezonului, Zvezda a semnat un contract cu antrenorul echipei naționale a Rusiei, Evgheni Trefilov, care pregătise anterior clubul Lada Togliatti, câștigătorul Superligii. Împreună cu Trefilov s-au transferat de la Togliatti la Zvenigorod jucătoare experimentate precum Oxana Romenskaia, Natalia Șipilova sau Nighina Saidova. De asemenea, au fost aduse din Danemarca Irina Poltorațkaia de la Slagelse DT și Ana Kareeva de la GOG Svendborg Gudme.
Sezonul competițional 2006-07 a fost unul foarte bun pentru Zvezda Zvenigorod, care a câștigat campionatul Rusiei și Cupa EHF. Anul următor, deși a pierdut titlul în Rusia în fața celor de la Lada Togliatti, Zvezda a cucerit cel mai important trofeu european intercluburi, Liga Campionilor EHF.
Pe 14 septembrie 2008, în Sala Sporturilor „Olimpiskii” din Cehov, Zvezda a câștigat un alt trofeu prestigios, Trofeul Campionilor EHF. În semifinalele competiției, echipa din Zvenigorod a învins-o cu scorul de 23-21 pe deținătoarea cupei EHF, Dinamo Volgograd, iar în finală pe Hypo Niederösterreich, cu scorul de 28-27.
În următorul sezon competițional, Zvezda a jucat într-o nouă componență: Oxana Romenskaia, Ana Kareeva și Nighina Saidova s-au retras din activitate, iar alte jucătoare n-au participat fiind accidentate. Acest lucru a dus la o slabă performanță în Liga Campionilor, Zvezda Zvenigorod neputând trece de faza grupelor.
În sezoanele 2008-09 și 2009-10, echipa pregătită de Evgheni Trefilov a fost de două ori medaliată cu argint în campionatul rus. Pentru prima dată în cei șase ani de când evolua în Superliga Rusă, Zvezda a terminat sezonul 2010-11 fără să câștige nicio medalie. De aceea, în vara anului 2011, Evgheni Trefilov a fost înlocuit cu tehnicianul croat Zdravko Zovko.

## Palmares
- Liga Campionilor EHF:
  -  Câștigătoare: 2008
- Trofeul Campionilor EHF:
  -  Câștigătoare: 2008
  - Finalistă: 2007
- Cupa EHF:
  -  Câștigătoare: 2007
- Superliga Rusă de Handbal Feminin:
  -  Câștigătoare: 2007
  -  Locul al doilea: 2008, 2009, 2010
  -  Locul al treilea: 2006
- Cupa Rusiei:
  -  Câștigătoare: 2009, 2010, 2011

## Lotul de jucătoare
| Nr | Nume                 | Titlu | Post            | Data nașterii      | Înălțime | Greutate |
| -- | -------------------- | ----- | --------------- | ------------------ | -------- | -------- |
| 4  | Samira Rocha         |       | Extremă stânga  | 26 ianuarie 1989   | 1.70 m   | 65 kg    |
| 5  | Liudmila Postnova    | MES   | Inter stânga    | 11 august 1984     | 1.83 m   | 75 kg    |
| 7  | Elena Dmitrieva      | MES   | Extremă stânga  | 1 iulie 1983       | 1.75 m   | 67 kg    |
| 8  | Polina Kuznețova     | MES   | Extremă stânga  | 10 iunie 1987      | 1.70 m   | 60 kg    |
| 9  | Viktoria Klimanțeva  | MS    | Extremă stânga  | 26 septembrie 1989 | 1.68 m   | 63 kg    |
| 10 | Irina Antonova       | MSTI  | Pivot           | 2 iulie 1986       | 1.80 m   | 78 kg    |
| 12 | Viktoria Kalinina    | MCS   | Portar          | 8 decembrie 1988   | 1.83 m   | 75 kg    |
| 13 | Ana Viahireva        | MS    | Coordonator     | 13 martie 1995     | 1.68 m   | 50 kg    |
| 14 | Oxana Koroliova      | MES   | Inter stânga    | 17 iulie 1984      | 1.85 m   | 85 kg    |
| 16 | Maria Sidorova       | MES   | Portar          | 21 noiembrie 1979  | 1.78 m   | 74 kg    |
| 17 | Anastasia Lobaci     | MS    | Pivot           | 25 iunie 1987      | 1.78 m   | 75 kg    |
| 19 | Iana Uskova          | MES   | Extremă dreapta | 28 septembrie 1985 | 1.74 m   | 52 kg    |
| 20 | Anastasia Novițkaia  | MCS   | Extremă stânga  | 29 septembrie 1990 | 1.75 m   | 68 kg    |
| 21 | Nadejda Potapenko    | MCS   | Coordonator     | 8 decembrie 1990   | 1.72 m   | 60 kg    |
| 22 | Ekaterina Marenikova | MES   | Extremă stânga  | 29 aprilie 1982    | 1.73 m   | 70 kg    |
| 23 | Natalia Cernova      | MCS   | Extremă dreapta | 11 iunie 1990      | 1.67 m   | 65 kg    |
| 26 | Iulia Havronina      | MCS   | Inter dreapta   | 20 mai 1992        | 1.84 m   | 50 kg    |
| 31 | Valéria Szabó        |       | Pivot           | 2 martie 1983      | 1.81 m   | 76 kg    |
| 41 | Julija Nikolić       |       | Inter stânga    | 20 aprilie 1983    | 1.82 m   | 72 kg    |
| 64 | Alexandra Lacrabère  |       | Inter dreapta   | 27 aprilie 1987    | 1.77 m   | 73 kg    |

## Jucătoare notabile
- Irina Poltorațkaia
- Oxana Romenskaia
- Ana Kareeva
- Elena Dmitrieva
- Natalia Șipilova
- Ekaterina Andriușina
- Elena Polenova
- Ekaterina Vetkova
- Polina Viahireva
- Liudmila Postnova

## Antrenori notabili
- Evgheni Trefilov
- Vitali Krohin